# Prix Mohammed VI du Saint Coran
Les Prix Mohammed VI du Saint Coran (en arabe : جوائز محمد السادس للقرآن الكريم) sont l'une des branches des Prix Mohammed VI, qui comprennent différentes récompenses telles que le Coran, les Hadiths, la pensée, et la calligraphie, etc. Ce sont des récompenses annuelles organisées par le Ministère des Habous et des Affaires islamiques,.
Les Prix Mohammed VI du Saint Coran comprennent plusieurs récompenses, qui sont le Prix des katatibs (Écoles) coraniques, Prix de mémorisation, psalmodie et exégèse du Saint Coran, le prix pour l'enfant qui a mémorisé le Saint Coran, et le Prix pour Ahl Al-Qurâan (les gens du Coran),,,,,,.

## Le Prix Mohammed VI des katatibs coraniques
Le Prix des Écoles coraniques a été la première à être lancée; elle a commencé à être organisée après un décret royal du Mohammed VI le 12 Joumada al-oula 1423 AH correspondant au 23 juillet 2002 AD, qui se divise en trois catégories : le Prix de la Facilitation, le Prix de la Méthodologie de l'Enseignement et le Prix de l'Efficacité. La valeur du grand prix est de cinquante mille dirhams (50 000 MAD) pour chaque catégorie, et les prix sont distribués lors de Laylat al-Qadr (la Nuit du Destin),,.

## Le Prix Mohammed VI de mémorisation, psalmodie et exégèse du Saint Coran
Le décret publié le 7 Mouharram 1426 AH, correspondant au 16 février 2005 AD, a institué le "Prix Mohammed VI de mémorisation, psalmodie et exégèse du Saint Coran". Ce prix se décline en deux catégories : un prix international et un prix national, tous deux attribués annuellement,. 
Le prix international se déroule entre des participants de plus de trente pays et est divisé en deux catégories, la catégorie de mémorisation complète avec récitation et interprétation, et la catégorie de mémorisation de cinq Hizb (parties) avec intonation et bonne récitation. La récompense maximale est de cinquante mille dirhams (50 000 MAD), et le concours a lieu à l’occasion de la célébration de l’Aid Al Mawlid Annabawi (la Naissance du Prophète),,,,,.
Tandis que le prix national comprend des participants de l'intérieur du Maroc et se divise en trois branches principales, la branche de la mémorisation intégrale du Livre Saint et sa psalmodie, la branche de la psalmodie du Coran à la méthode marocaine avec mémorisation d'au moins cinq hizb, et la branche de la psalmodie du Coran à la méthode orientale avec mémorisation d'au moins cinq hizb. Le grand prix est estimé à quinze mille dirhams (15 000 MAD) et se déroule pendant le mois de Ramadan,,,,. 
En marge de le prix nationale, il y a le prix de l'enfant qui a mémorisé le Saint Coran, dont la valeur est estimée à cinquante mille dirhams (50.000 MAD),,.

## Le Prix Mohammed VI d'Ahl Al-Qurâan
Le 19 Dhu al-Qi'dah 1428 AH correspondant au 30 novembre 2007 AD, un décret a été publié pour créer un prix pour Ahl Al-Qurâan (les gens du Coran), qui est décerné aux personnes distinguées dans le service du Coran ou dans une science de ses sciences et à ceux qui travaillent à sa diffusion et à son exécution, qui est attribué à l’occasion de Laylat Al-Qadr (la Nuit du Destin), et sa valeur est de cent mille dirhams (100 000 MAD),.